# حسینیه حاج سید محمد کازرونی
حسینیه حاج سید محمد کازرونی مربوط به اواخر دوره قاجار است، این بنا در بافت قدیم شهر بوشهر و در خیابان انقلاب واقع شده؛ این اثر در تاریخ ۱۰ مهر ۱۳۸۰ با شمارهٔ ثبت ۴۰۴۷ به‌عنوان یکی از آثار ملی ایران به ثبت رسیده است.